# 泰平寺 (薩摩川内市)
泰平寺（たいへいじ）は鹿児島県薩摩川内市大小路町にある真言宗の寺。正式名「医王山正智院泰平寺」。本尊は薬師如来。

## 沿革
創立は境内の発掘から和銅元年であることは判明しているが、詳細な史料が伝わっておらずその後の履歴は不明である。ちなみにその頃には薬師寺式の伽藍配置であり、現在の寺の周辺に礎石などが残っている。
次に歴史に登場するのは遥か下がって暦応2年、足利直義によって「利生塔」が泰平寺に建立される。
この寺を有名にしたのは天正15年の九州征伐のとき豊臣秀吉がここを御座所として接収、ここで島津義久と会見し、島津氏の降伏の舞台となったことである。
歴史の古い寺であったことから江戸時代にも藩主・島津氏の厚い尊崇を受けていたが、寛政7年の火災及び明治2年の廃仏毀釈で全山破壊などにより、歴代伝わっていた貴重な寺宝もほとんどが行方不明となった。現在残っているのは大正12年（1923年）に地元の有志の寄付によって再建された建物である。